# Grodziszcze (Polkowice)
Pour les articles homonymes, voir Grodziszcze.
Grodziszcze est une localité polonaise de la gmina de Grębocice, située dans le powiat de Polkowice en voïvodie de Basse-Silésie.